# حش البكر
حُشُّ البُكُر هي بلدة ومنطقة إسبانية تابعة لبلدية بينوس بُوِنتي في مقاطعة غرناطة منطقة الأندلس المتمتعة بالحكم الذاتي. تقع في الجزء الشمالي الغربي من منطقة فيغا الغرناطية.